# Zwarte wouw
De zwarte wouw (Milvus migrans) is een roofvogel uit de familie havikachtigen (Accipitridae).

## Kenmerken
De lengte van de zwarte wouw is 48 tot 65 cm en de vleugelspanwijdte bedraagt 135 tot 155 cm. De zwarte wouw heeft een lange staart met een kenmerkend gevorkt uiteinde. Het verenkleed is kastanjebruin tot zwartbruin van kleur. Deze vogel is van de verwante rode wouw (Milvus milvus) te onderscheiden doordat de zwarte wouw donkerder is en als silhouet door de ondieper gevorkte staart en de kleinere omvang. De zwarte wouw is van de buizerd (Buteo buteo) te onderscheiden door zijn gepunte staart. Door de gevorkte staart is de zwarte wouw te differentiëren van de fluitwouw (Haliastur sphenurus), die een recht staartuiteinde heeft.
De zwarte wouw heeft een levensverwachting van maximaal 24 jaar.

## Voedsel
De zwarte wouw is voornamelijk een aaseter, maar jaagt ook wel op kleine prooidieren als grote insecten, vissen, en kleine reptielen, vogels en zoogdieren.

## Verspreiding
In Europa treffen we de zwarte wouw vrij veel aan, het minst echter in Noord- en West-Europa. In Nederland is het een zeldzame doortrekker, hoewel de soort er incidenteel tot broeden komt. Buiten Europa is de zwarte wouw zeer algemeen in delen van Afrika en Australië en in India. In veel tropische steden kunnen grote aantallen worden aangetroffen, onder andere op vuilnisbelten.
Er worden vijf ondersoorten van de zwarte wouw onderscheiden. Opmerkelijk is dat de zwarte wouw afwezig is in Indonesië ten westen van de Lijn van Wallace.
- M. m. migrans: Centraal-, Zuid- en Oost-Europa en in West-Azië tot aan het noordwesten van Pakistan. De winters worden doorgebracht in Afrika bezuiden de Sahara.
- M. m. lineatus: oostelijk Azië van Siberië in het noorden tot Noord-India, noordelijk Indochina en Zuid-China in het zuiden.
- M. m. govinda: zuidelijk Azië van Pakistan in het westen tot Indochina en het Maleisisch schiereiland in het oosten.
- M. m. affinis: Sulawesi, Nieuw-Guinea en Australië. In Australië komt de zwarte wouw in vrijwel het gehele land voor, Tasmanië, de oostkust van Victoria en New South Wales, en de zuidwestpunt van West-Australië uitgezonderd. Deze roofvogel kan in grote groepen gezien worden langs wegen, aan de randen van bosbranden en op vuilnisbelten. Als opruimer van doodgereden dieren vervangt de zwarte wouw, samen met de wigstaartarend (Aquila audax), de gieren van de andere continenten in Australië. In het noorden van Australië is de zwarte wouw redelijk zeldzaam gedurende het regenseizoen, maar zeer algemeen tijdens het droge seizoen vanwege de dan algemene gras- en bosbranden in dit deel van Australië. Grote groepen zwarte wouwen verzamelen zich langs de vuurgrenzen op zoek naar vluchtende dieren.
- M. m. formosanus: Taiwan en Hainan.

## Status
De grootte van de populatie wordt geschat op 4-5,7 miljoen volwassen vogels. Op de Rode lijst van de IUCN heeft deze soort de status niet bedreigd.

## Galerij

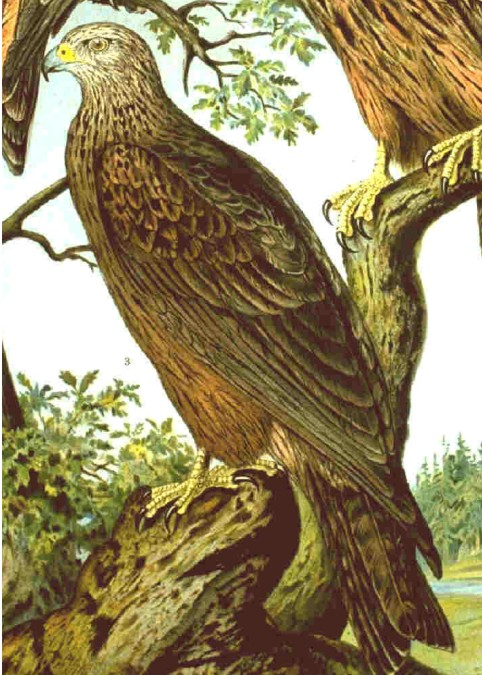
Milvus migrans Naumann, Naturgeschichte der Vögel Mitteleuropas
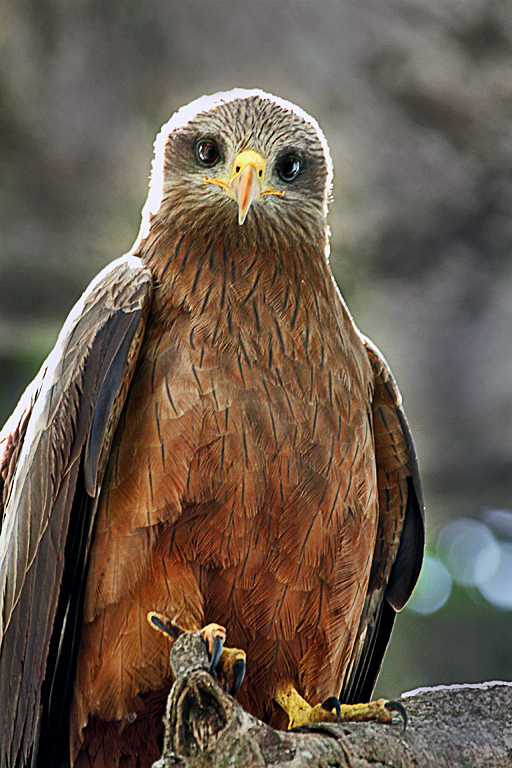
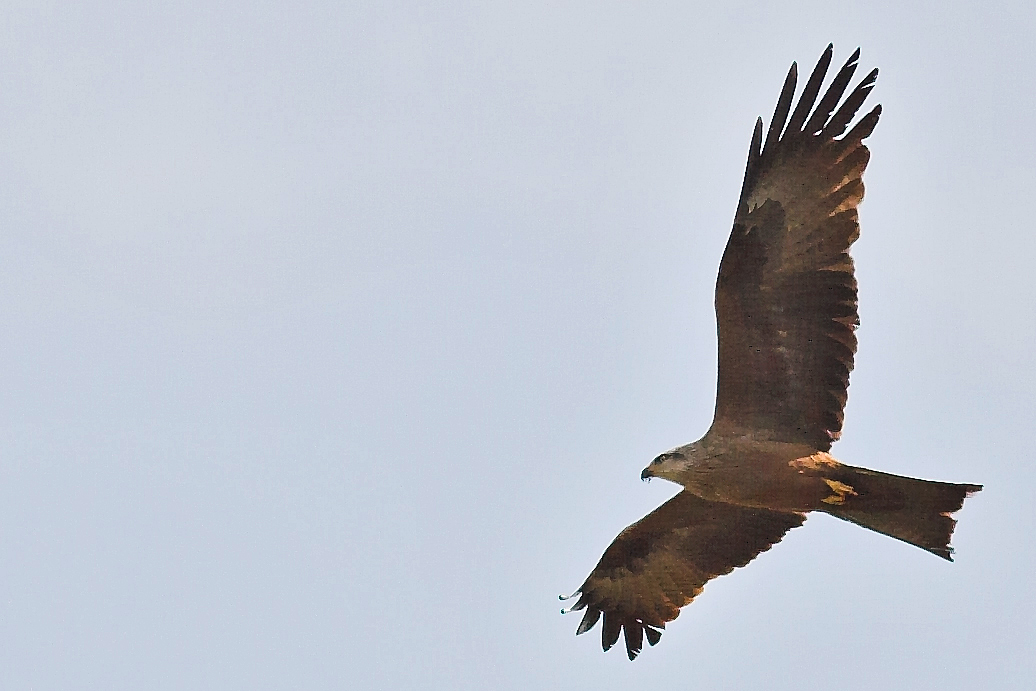
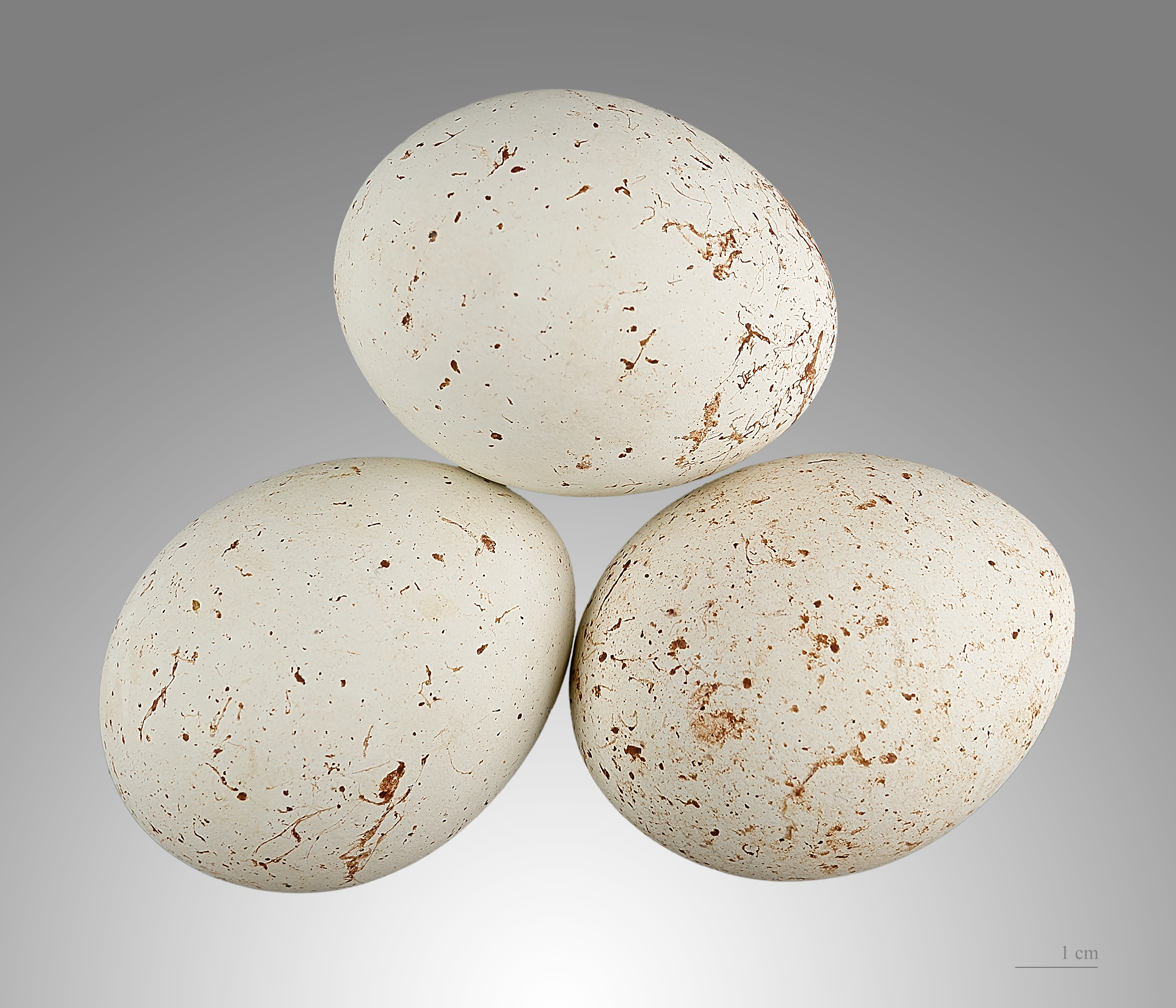

## Video
- Overvliegende en zittende zwarte wouw